# Carlton (Selby)
Carlton – wieś w Anglii, w hrabstwie North Yorkshire, w dystrykcie (unitary authority) North Yorkshire. Leży 28 km na południe od miasta York i 252 km na północ od Londynu. W 2001 miejscowość liczyła 1829 mieszkańców.